# スーパーエレガント
『スーパーエレガント』は、大川ぶくぶによる日本の4コマ漫画。『電撃G's Festival! COMIC』（アスキー・メディアワークス）において、2008年10月発売のVol.4から2013年6月のVol.30まで連載された。単行本は電撃コミックスEXにて全1巻で刊行。また、単行本未収録分を合わせて収録した『スーパーエレガント完全版』も同レーベルから刊行されている。

## 概要
2008年に『3LDKM』で第8回電撃コミックグランプリの少年マンガ部門優秀賞を獲得した著者による、初の商業誌連載作品。「私立エレガント女学院」に集いし乙女とバカと変態たちが織り成すハートフルアクションを、シュールな作風で描く。女学院とは関係のない人物の単発のエピソードもたびたび挿入されている。

## 登場人物

### 私立エレガント女学院
生徒
華元天香（はなもと てんか） / テンちゃん
私立エレガント女学院2年A組。かなりの毒舌家で、気分に任せた行動をとっては周囲を振り回す。
人間でありながら、魔界のモンスターを圧倒し得る戦闘力と悪魔が怯えるほどの邪悪さを併せ持つ。
趣味は工作。犬小屋のような普通の物から、ロボットやタイムマシンのようなオーバーテクノロジーまで幅広く手がけており、ヌンチャクも心得ている。
高橋芽衣（たかはし めい） / メイちゃん
天香の同級生。寮のルームメイトでもある。制服をかなり着崩したスタイルで登校しているが言動はいたってまともであり、作中のツッコミ役を担当する。
アザラシの赤ちゃんや猫など、かわいいものが好きらしい。
文井こころ（ふみい こころ） / コロちゃん
エレガント女学院に転校してきた非常に小柄な少女。周囲からはマスコットのように扱われている。
大人しい性格だが意外にも戦闘力は高い。一方で極度にマイペースであり、やりたくないことは頼まれてもやらないが、やろうと決めたことに対してはかなりの行動力を見せる。
作中では一切言葉を発しないが、どんなに複雑な情報でも身振りや表情だけで周りに伝えることが出来る。
本名はココローナ・マイハーツストライク。
じゃあくちゃん
天香の想像が生み出したイマジナリーフレンド（想像上の友人）にして邪悪な心の化身と名乗って彼女の前に現れた少女（「じゃあく」ちゃんという名前は天香の命名）。
しかしそれは偽りで、正体は天香を倒して入れ替わり人間界を恐怖のどん底に陥れようと魔界から派遣された悪魔。
天香のほうがより邪悪で戦闘力にも秀でていたために返り討ちにされ、一方的に契約を結ばれてしまい人間界に居残る。なおも悪事を働こうとしているが、成果は上がっていない。
転校してきたという触れ込みで普通にエレガント女学院に通っており、他の生徒とも友達づきあいをしている。天香と似ているのは髪型程度だが時折間違えられる。
戦国（せんごく）
武士を自称する少女。人前では常に帯刀している。
天香を悪党と呼び度々勝負を挑んでくるが、実はただ天香に負けた口実にやらしいおしおきをされたいだけの露出好きなドMである。天香にはまったく相手にされていない。
当初は他校の生徒でありセーラー服を着用していたが、後にエレガント女学院に転入してきた。
途中から天香への思慕の念を隠す気がなくなったらしく、むしろ自分から周りに言い触らすようになった。
海乃ルル(ペンネーム)
エレガント女学院マンガ研究会会長。あまり絵は上手くなく、BL漫画にも挑戦しているがその出来は酷い。天香から時々ネタをもらっている。天香以外の生徒との関わりは不明。
サクセスストーリーガール
軽音部の部長だが、部員は彼女一人である。
谷山に「ギターで校長殴ってアピールしようぜ！」と言われ、校長を殴り次の日退学になるも、その言葉がロックへの第一歩となり谷山を心から尊敬している。
茶道部員
新学期が始まってから三人が無断で部活を休んでおり、部員は三人に減ったがフラグを立てまくった部員が何者かに襲われ、脈絡もなくラブシーンを始めた部長と部員も襲われてしまう。
その後、部員を襲って食べた怪物がUFOに乗ってしまった為、宇宙で生きる事を余儀なくされた茶道部は、銀河連邦特務機関に配属され「宇宙茶道部」として、宇宙の歴史に名を残していく。
化学部員
登場部員は眼鏡女子、そばかす女子、クマ女子の3人である。
実績を残さないと廃部にされるらしく、マッドサイエンティストと称されている天香に何か作ってもらう事を計画したが、じゃあくちゃんを天香と間違って連れてきてしまう。
ハイソ研究部員
名の通りソックスを愛するものが集う研究部。
部員全員がハイソをより多く着けることに強い憧れを抱いており、部長は全身ハイソである。
教師
谷山（たにやま）
天香のいる2年A組の担任を務める女性教師。年齢は30歳。遅刻を見逃してほしいと頼む天香に「じゃあこうしましょう。2万」と金を要求したり、軽音部を立ち上げたいので顧問になってほしいという生徒に「じゃあギターで校長殴ってアピールしようぜ！」と言って本当に殴らせるなど全体的に無茶苦茶な性格で、彼女を前にしては天香もツッコミ役に回る。
酒癖がかなり悪い上に、生徒の前でも平気で煙草を吸うヘビースモーカーである。喧嘩が好きで、大の男を素手で叩きのめせるほど強い上にヌンチャクなどの武器も使いこなす。
源（みなもと）
生徒に人気のイケメン教師コンビの1人。相方の松本からは「たっくん」と呼ばれている。＃12ではエージェントになりきっての台詞で「タクヤ」と名乗っている。
頭の中身は益体もない妄想でいっぱいであり、女子からの好意は気にかけていない。
＃31で幼い頃牧場で出会った馬に一目ぼれしてしまい、それ以来現実の女性に興味を抱けなくなってしまった（ケンタウロスの女の子が理想の存在）というエピソードが語られた。
松本（まつもと）
生徒に人気のイケメン教師コンビの1人。相方の源からは「まっちゃん」と呼ばれている。
性格は源同様だが、妄想の精緻さでは及ばないため彼を尊敬している。源が別の人物に興味を示すと嫉妬するほどである。
後半からその傾向が加速し終いにはヤンデレホモの領域に達してしまった。
校長
私立エレガント女学院の校長。指導はキツくあの天香でさえ校長の指導に精神崩壊していた。その指導方法で天香から反感を買った為、廊下に設置された落とし穴から落ち、そのまま飛ばされた。
保健室の先生
女学院の保健医。同性愛者で、女子のあられもない姿を見ると興奮のしすぎで鼻血を出してしまう。
予知夢の能力があり、女子生徒が保健室に来る日は、女装趣味で女子高生マニアの弟に入れ替わってもらっていた。

### その他の登場人物
G'sお嬢
「G」の形の髪飾りを付けたお金持ちのお嬢様。常に執事兼ボディガードの「爺や」に付き添われている。
「萌え文化の未来を見据える」をテーマとする（が特に萌え文化について語るわけでもない）コーナー「G'sお嬢の部屋」を主宰しているが、
他の主要登場人物と交流している場面がなく、エレガント女学院の関係者であるかどうかも不明。
少なくとも天香とは何らかのつながりがあるらしく、最終回（#43）で彼女の応援要請に応えて登場している。
天香のバイト先の先輩
天香のバイト先に必ずいる女性。左頬の傷と右目の眼帯が特徴。
蟹加工工場で逆さに流れてくる蟹を殺す理由や空港で植える苗木の種類を問われた時に、「余計な(無駄な)詮索はするな」と放ったり何かと闇が深い。
ブル東
五輪マークがついているヘルメットが特徴。筋肉痛でオリンピックの夢を諦め、現在はモビルスーツのパイロットになるという新たな夢を追いかけている。
自作モビルスーツ「ニャンザム」で天香に立ち向かうも右足を負傷し、手も足も出なかった所に37歳の女性科学者と出会い恋に落ちる。
ガンダムシリーズのシャア・アズナブルのパロディである。
オシリツ・プリケッツ
おしり博物館の館長。お尻の形のような髪の毛が特徴。
こころをライトユーザーだと知らず「ワシのおしり見たいかね？」などと質問した所、通報されそうになる。
光男(みつお)
小学生の少年だが、その正体は父が作ったサイボーグであった。
その正体を十歳になるまで隠されていた為、驚きを隠せない表情をしていたが、喜びアームロケットで学校を壊す事を企んだ。
こころ(コロちゃん)の妹
短い髪型で、首にペンダントを付けている。姉のこころとは正反対に身長が高く、礼儀も正しい。

### 動物
ムエタイネコ
モンコン（ムエタイ選手が着けるヘッドバンド）が特徴的なムエタイ使いの猫。基本的に二足歩行している。
こころとは盟友の間柄らしいが、二人がいつどのように出会ったのかは語られていない。

## 書誌情報
- 『スーパーエレガント』 アスキー・メディアワークス〈電撃コミックスEX〉、2011年8月27日[2]、ISBN 978-4-04-870837-1
  - 『電撃G's Festival! COMIC』Vol.14掲載分までを収録。
- 『スーパーエレガント完全版』KADOKAWA〈電撃コミックスEX〉、2018年1月、ISBN 978-4-04-893325-4